# Cwetelin Kynczew
Cwetelin Kynczew, bułg. Цветелин Кънчев (ur. 5 lipca 1967) – bułgarski biznesmen, polityk, lider partii Euroroma reprezentującej mniejszość romską.

## Kariera polityczna
We wrześniu 1997 został wybrany z listy Bułgarskiego Biznes Bloku do Zgromadzenia Narodowego 38. kadencji. Później zmienił przynależność partyjną wstępując do Eurolewicy. W 1998 zaangażował się w tworzenie partii reprezentującej bułgarskich Romów obejmując funkcję przewodniczącego komitetu inicjatywnego na rzecz Ruchu Politycznego Euroroma. Na kongresie założycielskim partii, zwołanym 12 grudnia tego samego roku, został wybrany na jej przewodniczącego.

## Pobyt w więzieniu
W 1999 Kynczew został oskarżony o wymuszenia znacznych ilości pieniędzy. Zdaniem prokuratury dwaj jego ochroniarze mieli grozić śmiercią swoim ofiarom, a także dopuścić się pobicia i porwania. Kynczew, który dobrowolnie zrzekł się immunitetu poselskiego, zaprzeczał tym oskarżeniom, dopatrując się w nich motywów politycznych. Sąd nie dał jednak wiary tym wyjaśnieniom i skazał go na grzywnę oraz 6 lat pobytu w więzieniu. 21 listopada 2001 Kynczew rozpoczął odbywanie wyroku w sofijskim zakładzie karnym, zaś po niecałych dwóch latach, 28 sierpnia 2003, warunkowo opuścił więzienie ze względu na dobre sprawowanie.

## Aktywność polityczna po opuszczeniu więzienia
Już dwa dni po opuszczeniu sofijskiejgo więzienia Kynczew powrócił na stanowisko przewodniczącego Euroromy. W końcu kwietnia 2005, na dwa miesiące przed wyborami do Zgromadzenia Narodowego 40. kadencji, wiceprezydent Bułgarii Angeł Marin darował mu resztę kary (Kynczew pozostawał na zwolnieniu warunkowym) umożliwiając mu tym samym ubieganie się o mandat deputowanego. W wyborach przeprowadzonych 25 czerwca 2005 Euroroma nie zdołała jednak przekroczyć 4-procentowego progu wyborczego.

## Życie prywatne
Kynczew żyje w konkubinacie z Cyganką, z którą ma czterech synów. Mówi biegle w czterech dialektach romskich. W prasie bułgarskiej bywa określany pseudonimem Don Ceci (bułg. Дон Цеци).